# Oral Roberts
Oral Roberts (Comtat de Pontotoc, Oklahoma, 24 de gener de 1918 - Newport Beach, Califòrnia, 15 de desembre de 2009) fou un teleevangelista metodista americà.

## Biografia
El 1965, Roberts havia abandonat el pentecostalisme per l'Església Metodista Unida. Fundà l'Associació Evangèlica Oral Roberts i la Universitat Oral Roberts, de la que en fou el primer president.